# Їх поміняли мізками
«Їх поміняли мізками» (в англійському прокаті англ. «Boltneck», англ. «Big Monster on Campus» або англ. «Teen Monster») — американський комедійний фільм 2000 року режисера Мітча Маркуса за сценарієм Дейва Пейн, створеним як пародія на роман «Франкенштайн, або Сучасний Прометей» Мері Шеллі.

## Сюжет
Головний герой фільму Френк Штайн, старшокласник, одержимий ідеєю воскресіння людей за допомогою електричного струму. Одного разу він стає свідком того, як його однокласники Ленс і Таттл намагаються позбутися трупа ще одного однокласника Карла, якого вони випадково вбили. Скориставшись нагодою, Френк оживляє Карла. От тільки мозок Карла, який постраждав в момент вбивства, Френку довелося замінити на мозок злочинця, який був на дослідженні в батька Френка, вченого-дослідника мізків. І радість Френка від вдалого експерименту дуже швидко змінюється розпачем від створених проблем.

## В ролях
| Актор           | Роль           |
| --------------- | -------------- |
| Метью Ловренс   | Френк Штайн    |
| Джастін Волкер  | Ленс Кіппл     |
| Кристіан Пейн   | Таттл          |
| Раян Рейнольдс  | Карл О'Рейлі   |
| Джадж Рейнгольд | містер Штайн   |
| Шеллі Дювалл    | місіс Штайн    |
| Кристін Лейкін  | Мейсі          |
| Річард Молл     | містер О'Рейлі |

## Сприйняття
Фільм отримав загалом негативні відгуки. На Rotten Tomatoes його оцінка 38% від більш ніж 500 глядачів. Критики взагалі оминули цей фільм увагою.

## Цікавий факт
В рекламній кампанії «Дедпула 2» 2018 року за участі Девіда Бекхема Раян Рейнольдс (в костюмі Дедпула) вибачався за провали Рейнольдса у фільмах «Зелений Ліхтар», «R.I.P.D. Примарний патруль», «Self/less. Ціна безсмертя» і «Блейд: Трійця». Коли ж Бекхем спробував додати «Їх поміняли мізками» в цей список, Дедпул не погодився, виголосивши, що «Їх поміняли мізками» — це шедевр.